# 1884 in Zwitserland
Dit artikel beschrijft het verloop van 1884 in Zwitserland.

## Ambtsbekleders
De Bondsraad was in 1884 samengesteld als volgt:
| Naam | Naam                | Partij    | Kanton    | Functie                                                                      |
| ---- | ------------------- | --------- | --------- | ---------------------------------------------------------------------------- |
|      | Emil Welti          | radicalen | Aargau    | Bondspresident in 1884; hoofd van het Departement van Politieke Zaken        |
|      | Karl Schenk         | radicalen | Bern      | Vicebondspresident in 1884; hoofd van het Departement van Binnenlandse Zaken |
|      | Adolf Deucher       | radicalen | Thurgau   | Hoofd van het Departement van Posterijen en Spoorwegen                       |
|      | Numa Droz           | radicalen | Neuchâtel | Hoofd van het Departement van Handel en Landbouw                             |
|      | Bernhard Hammer     | radicalen | Solothurn | Hoofd van het Departement van Financiën en Douane                            |
|      | Wilhelm Hertenstein | radicalen | Zürich    | Hoofd van het Departement van Militaire Zaken                                |
|      | Louis Ruchonnet     | radicalen | Vaud      | Hoofd van het Departement van Justitie en Politie                            |

De Bondsvergadering werd voorgezeten door:
| Naam | Naam             | Partij                    | Kanton          | Functie                                                            |
| ---- | ---------------- | ------------------------- | --------------- | ------------------------------------------------------------------ |
|      | Simon Kaiser     | radicalen                 | Solothurn       | Voorzitter van de Nationale Raad (tot 4 juni 1884)                 |
|      | Georges Favon    | radicalen                 | Genève          | Voorzitter van de Nationale Raad (van 4 juni tot 30 november 1884) |
|      | Johannes Stössel | radicalen                 | Zürich          | Voorzitter van de Nationale Raad (vanaf 2 december 1884)           |
|      | Walter Hauser    | DP/PD                     | Zürich          | Voorzitter van de Kantonsraad (tot 4 juni 1884)                    |
|      | Martin Birmann   | gematigde liberalen       | Bazel-Landschap | Voorzitter van de Kantonsraad (van 4 juni tot 30 november 1884)    |
|      | Theodor Wirz     | katholieke conservatieven | Obwalden        | Voorzitter van de Kantonsraad (vanaf 1 december 1884)              |

## Gebeurtenissen

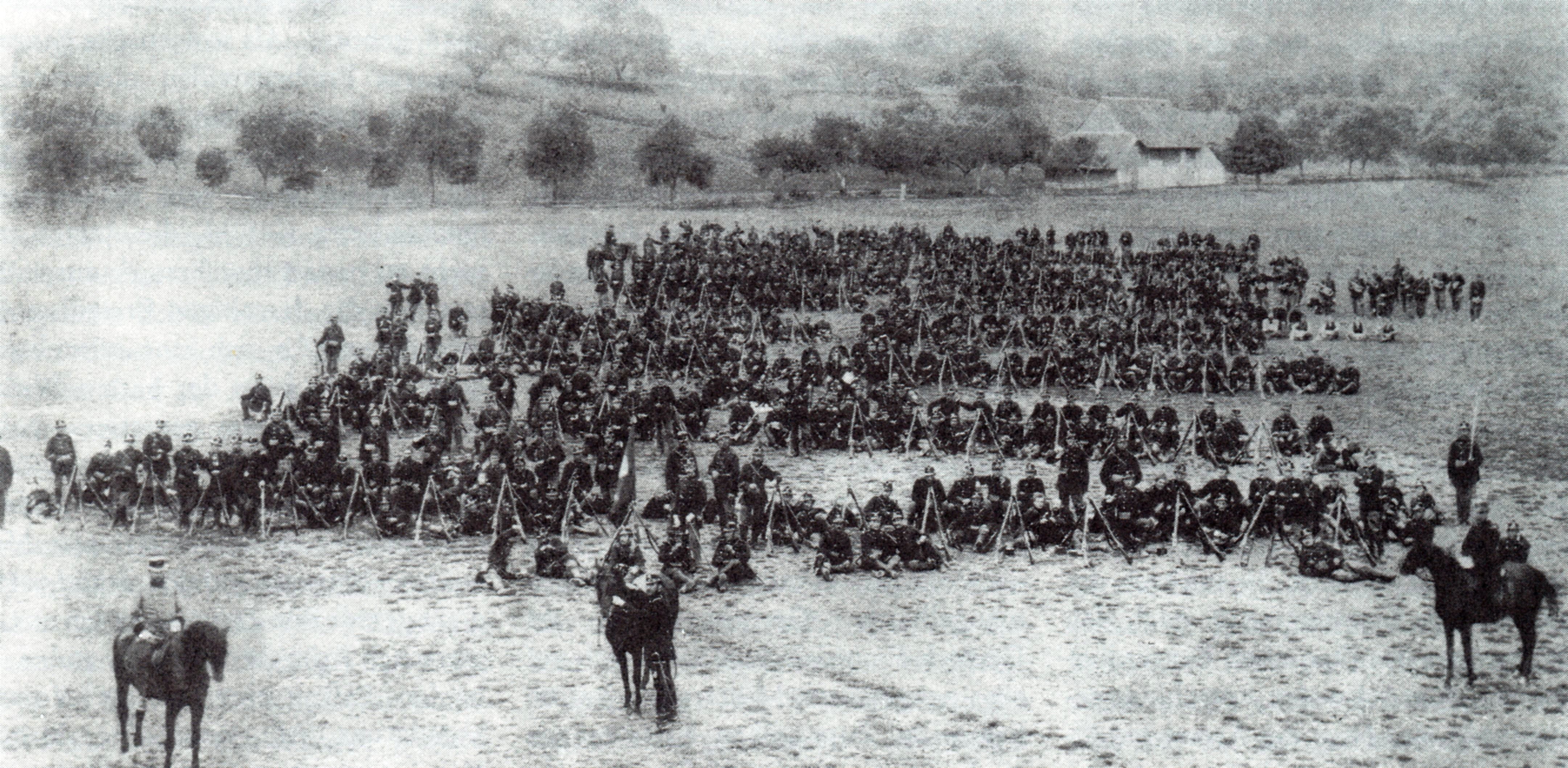
Het zesde schuttersbataljon van het Zwitserse leger in 1884.

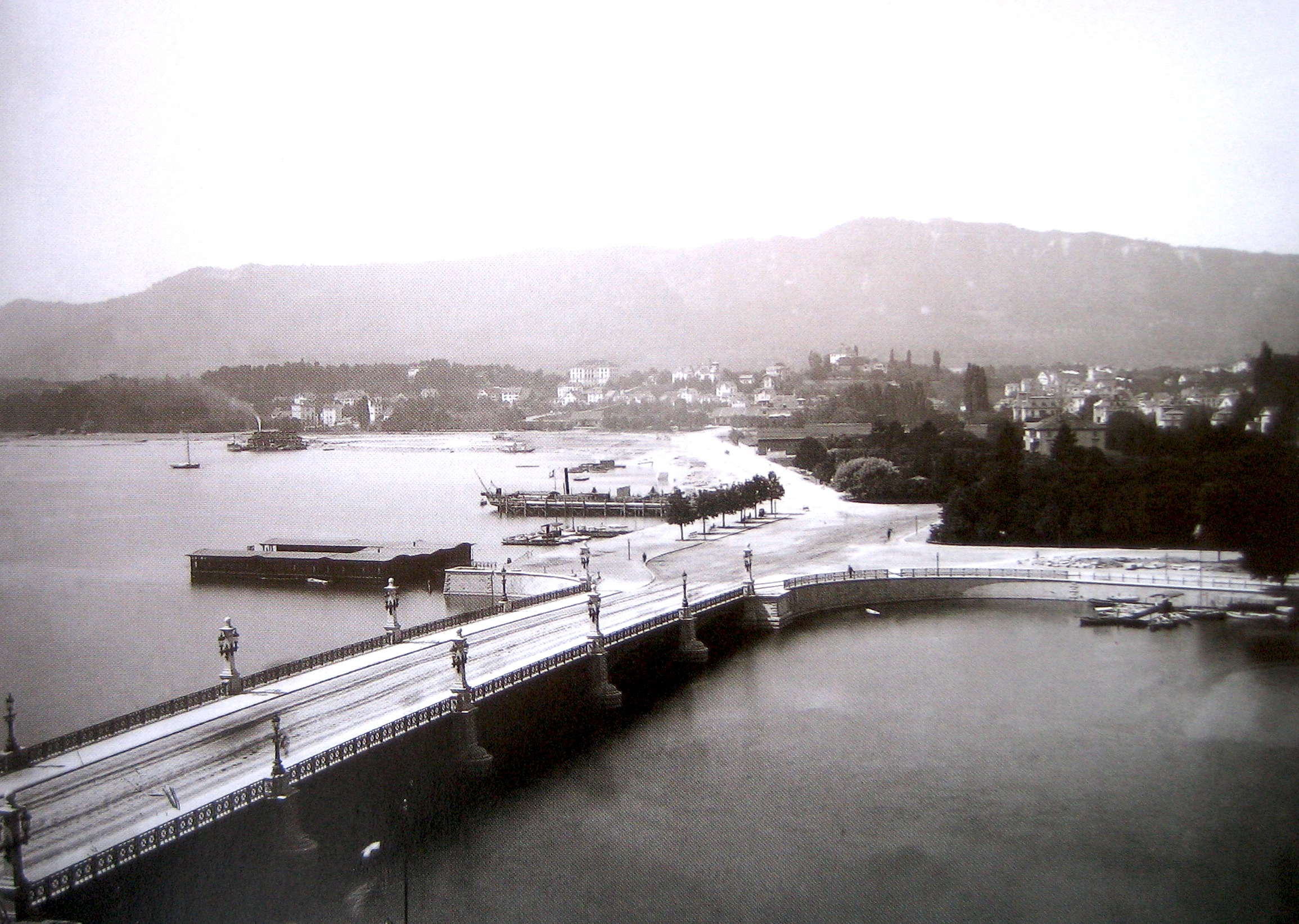
De Quaibrücke in Zürich (kanton Zürich) in 1884.

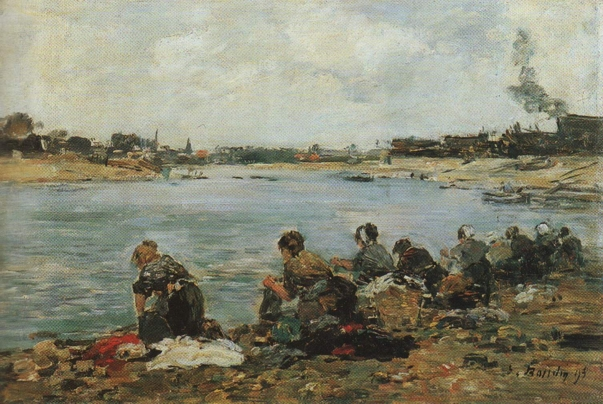
Laveuses au bord de la Touques van Eugène Boudin, 1884.

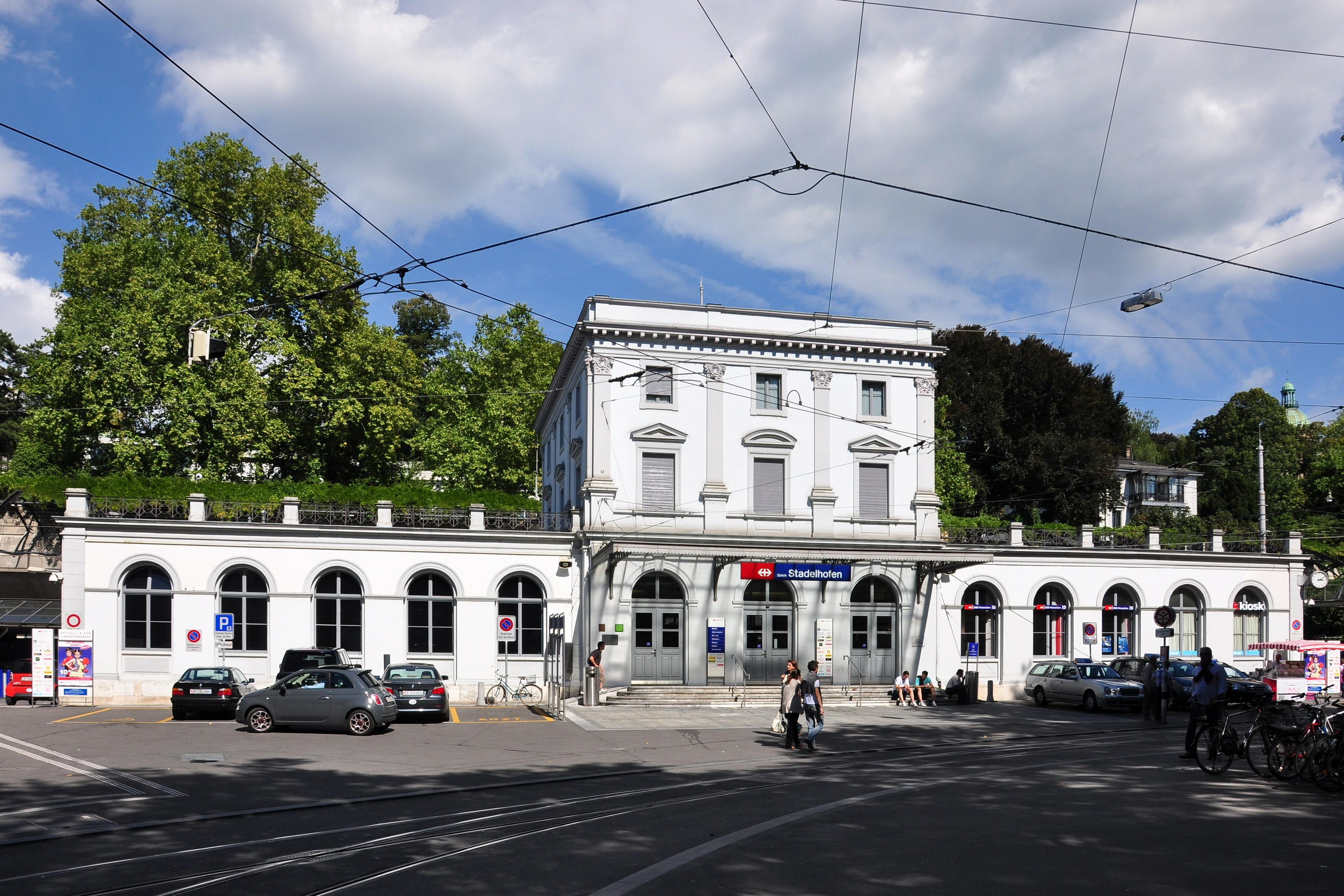
Station Zürich Stadelhofen, gebouwd in 1884.

### Januari
- 1 januari: Emil Welti wordt bondspresident van Zwitserland.
- 1 januari: Inwerkingtreding van de federale wet op de literaire en artistieke eigendom

### Mei
- 11 mei: Bij de enige referenda van het jaar verwerpt de bevolking met 149.729 stemmen (41,1%) voor en 214.916 stemmen (58,9%) tegen een wet tot hervorming van het Departement van Justitie en Politie. De bevolking verwerpt eveneens, met 189.550 stemmen (52,1%) tegen en 174.195 stemmen (47,9%) voor, een federaal besluit omtrent de octrooibelastingen van handelsreizigers. Een wet tot hervorming van de strafwet van 4 februari 1853 wordt eveneens verworpen, met 202.773 stemmen (56,0%) tegen en 159.068 stemmen (44,0%) voor. Ten slotte wordt ook het federaal besluit tot toekenning van een bedrag van 10.000 Zwitserse frank aan de Zwitserse legatie in Washington D.C. verworpen met 219.728 stemmen (61,5%) tegen en 137.824 stemmen (38,5%) voor.

### Juni
- 2 juni: In Genève (kanton Genève) wordt het monument van generaal Guillaume Henri Dufour ingehuldigd.

### Juli
- 1 juli: Maloja (kanton Graubünden) wordt het Hôtel Kursaal geopend.

### Augustus
- 16 augustus: De spoorlijn van de Chemins de fer du Jura tussen Tavannes en Tramelan (kanton Bern) wordt ingehuldigd.

### September
- 1 september: In Genève (kanton Genève) gaat het derde internationale congres van het Rode Kruis van start.
- 30 september: Het kanton Zürich voert opnieuw de doodstraf in voor moord.

### Oktober
- 30 oktober: Bij de federale parlementsverkiezingen behouden de radicalen hun absolute meerderheid in de Nationale Raad.

### November
- 1 november: Inwerkingtreding van de federale wet op de portokosten.
- 10 november: Opening van de beurs van Bern.
- 29 november: Opening van het Inselspital in Bern  (kanton Bern).

## Geboren
- Erna Schilling, Duits-Zwitserse nachtclubdanseres en model (overl. 1945)
- 2 juli: Cécile Biéler-Butticaz, ingenieur (overl. 1966)
- 21 augustus: Emma Balmer, lerares, schrijfster en dichteres (overl. 1964)
- 3 december: Walter Stampfli, politicus en lid van de Bondsraad (overl. 1965)

## Overleden
- 14 januari: Philippe Suchard, chocolatier (geb. 1797)
- 8 februari: Arnold Guyot, geograaf (geb. 1807)
- 15 mei: Samuel Darier, architect (geb. 1808)
- 5 juni: Achilles Renaud, jurist en hoogleraar (geb. 1819)
- 10 juni: Elisabetha Josepha Weissenbach, lerares, en onderwijsinspectrice (geb. 1833)
- 1 augustus: Carlo Bossoli, schilder (geb. 1815)
- 16 augustus: Jean-Léonard Lugardon, schilder (geb. 1801)
- 3 december: Gustave Bridel, ingenieur (geb. 1827)

1848
· 1849
· 1850
· 1851
· 1852
· 1853
· 1854
· 1855
· 1856
· 1857
· 1858
· 1859
· 1860
· 1861
· 1862
· 1863
· 1864
· 1865
· 1866
· 1867
· 1868
· 1869
· 1870
· 1871
· 1872
· 1873
· 1874
· 1875
· 1876
· 1877
· 1878
· 1879
· 1880
· 1881
· 1882
· 1883
· 1884
· 1885
· 1886
· 1887
· 1888
· 1889
· 1890
· 1891
· 1892
· 1893
· 1894
· 1895
· 1896
· 1897
· 1898
· 1899
· 1900
· 1901
· 1902
· 1903
· 1904
· 1905
· 1906
· 1907
· 1908
· 1909
· 1910
· 1911
· 1912
· 1913
· 1914
· 1915
· 1916
· 1917
· 1918
· 1919
· 1920
· 1921
· 1922
· 1923
· 1924
· 1925
· 1926
· 1927
· 1928
· 1929
· 1930
· 1931
· 1932
· 1933
· 1934
· 1935
· 1936
· 1937
· 1938
· 1939
· 1940
· 1941
· 1942
· 1943
· 1944
· 1945
· 1946
· 1947
· 1948
· 1949
· 1950
· 1951
· 1952
· 1953
· 1954
· 1955
· 1956
· 1957
· 1958
· 1959
· 1960
· 1961
· 1962
· 1963
· 1964
· 1965
· 1966
· 1967
· 1968
· 1969
· 1970
· 1971
· 1972
· 1973
· 1974
· 1975
· 1976
· 1977
· 1978
· 1979
· 1980
· 1981
· 1982
· 1983
· 1984
· 1985
· 1986
· 1987
· 1988
· 1989
· 1990
· 1991
· 1992
· 1993
· 1994
· 1995
· 1996
· 1997
· 1998
· 1999
· 2000
· 2001
· 2002
· 2003
· 2004
· 2005
· 2006
· 2007
· 2008
· 2009
· 2010
· 2011
· 2012
· 2013
· 2014
· 2015
· 2016
· 2017
· 2018
· 2019
· 2020
· 2021
· 2022
· 2023